# 黃藤
黃藤（学名：Calamus jenkinsianus）又名星月菩提、省藤、红藤，为棕櫚科省藤屬下的一种藤本植物，分佈於中低海拔樹林裡。

## 形態
黄藤为攀援植物，葉為羽狀複葉，萌蘖性强，适应性广，既可在全光下茂盛生长，也可在完全郁闭条件下存活，既喜热带高温高湿气候，又可耐零下低温、霜冻和适度干旱，

## 用途

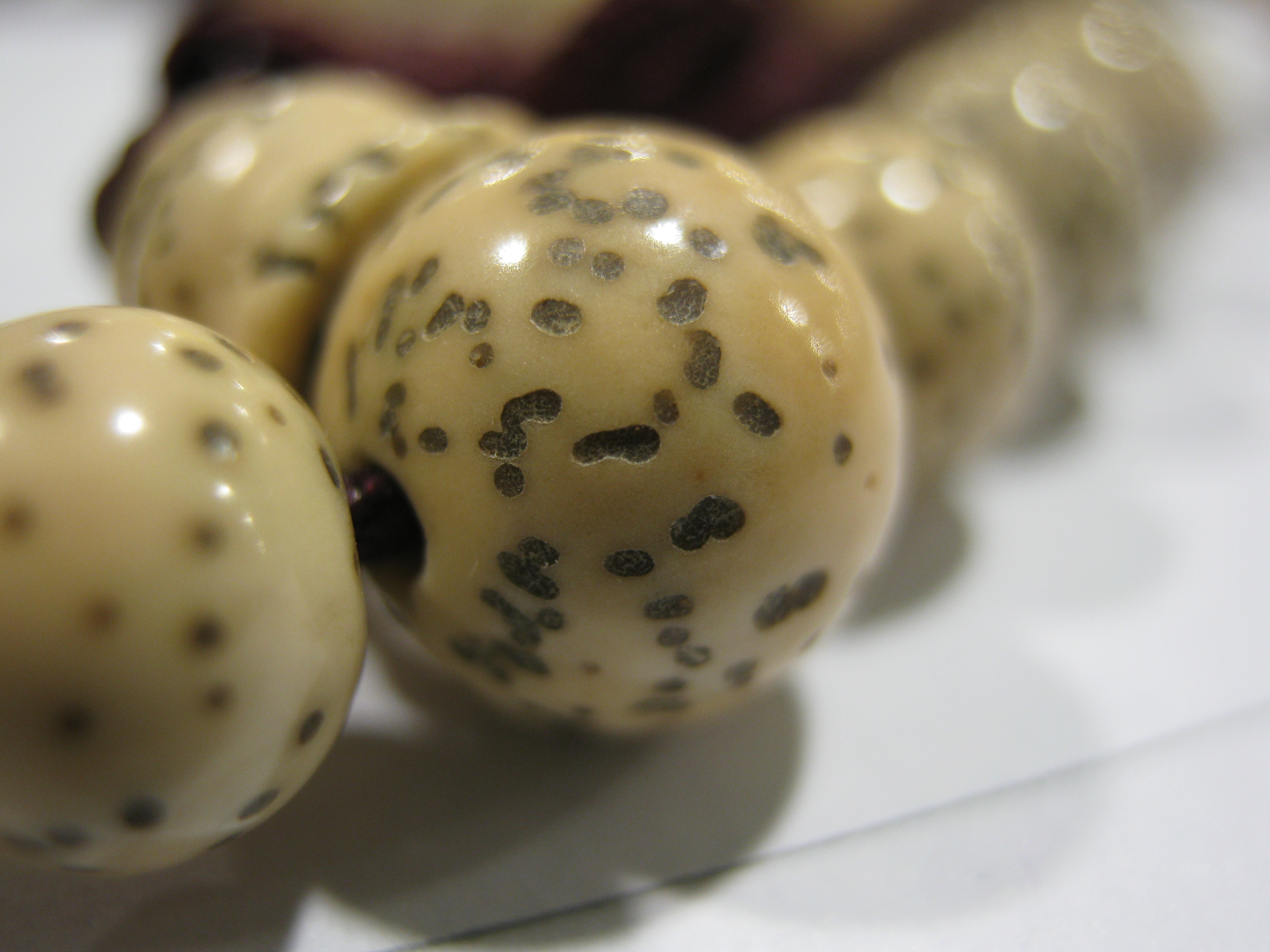
黃藤的種子有“星月菩提子”之稱，常用來製作佛珠。

黃藤的茎可编织成轻巧的桌椅、篮筐和其它手工艺品，给人类的生活和生产带来诸多便利，較嫩的藤心亦可食用。其種子常被用來來製作佛珠。

## 分類
舊時被分類於黃藤屬（Daemonorops），但黃藤屬已被合併到省藤屬之中。